# ستيفن سبرينغر
ستيفن سبرينغر (بالإنجليزية: Steven Springer)‏ هو عازف جاز وعازف قيثارة وكاتب أغاني أمريكي، ولد في 23 سبتمبر 1951 في بورت أوف سبين في ترينيداد وتوباغو، وتوفي في 10 سبتمبر 2012 في آن آربر في الولايات المتحدة بسبب سرطان.

## وصلات خارجية
- الموقع الرسمي
- ستيفن سبرينغر على موقع ميوزك برينز (الإنجليزية)